# Alpen-Rasenbinse
Die Alpen-Rasenbinse (Trichophorum alpinum (L.) Pers., Syn.: Eriophorum alpinum L., Scirpus hudsonianus (Michx.) Fern.) ist eine Pflanzenart aus der Gattung Haarsimsen (Trichophorum) innerhalb der Familie der Sauergrasgewächse (Cyperaceae). Weitere gebräuchliche Bezeichnungen der Art sind Alpen-Haarsimse, Alpen-Haarbinse oder Alpen-Wollgras. Sie ist auf der Nordhalbkugel in Eurasien und Nordamerika weit verbreitet.

## Beschreibung

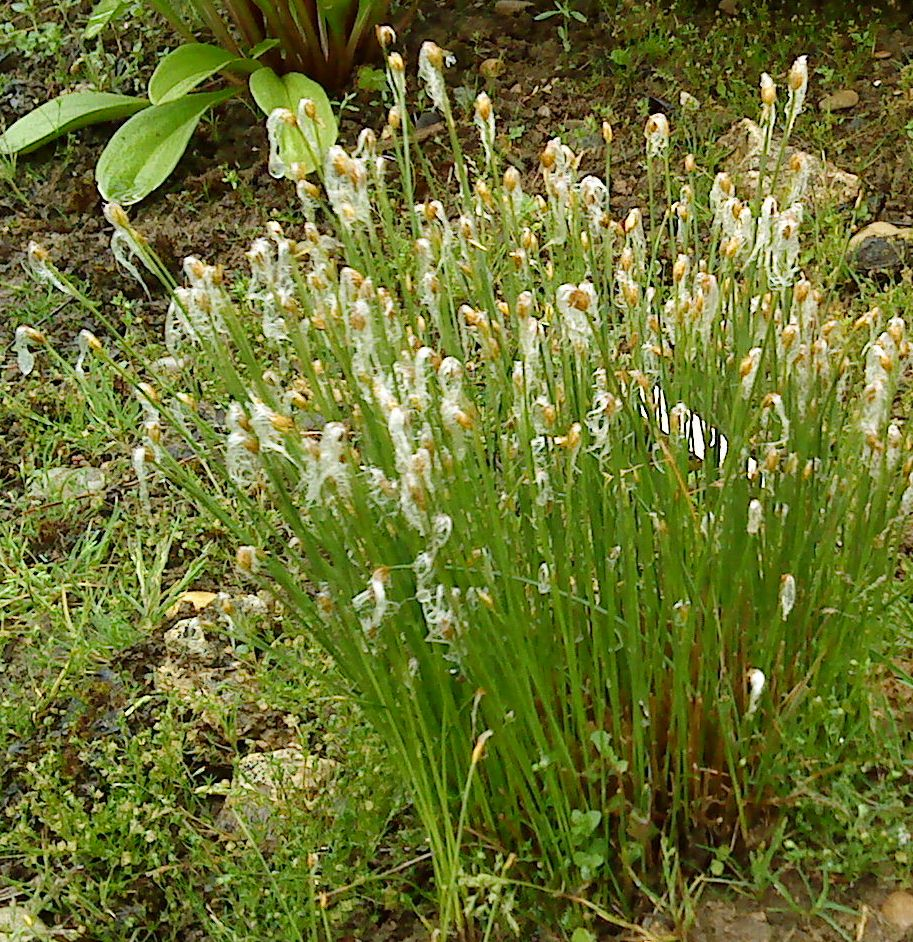
Alpen-Rasenbinse (Trichophorum alpinum)

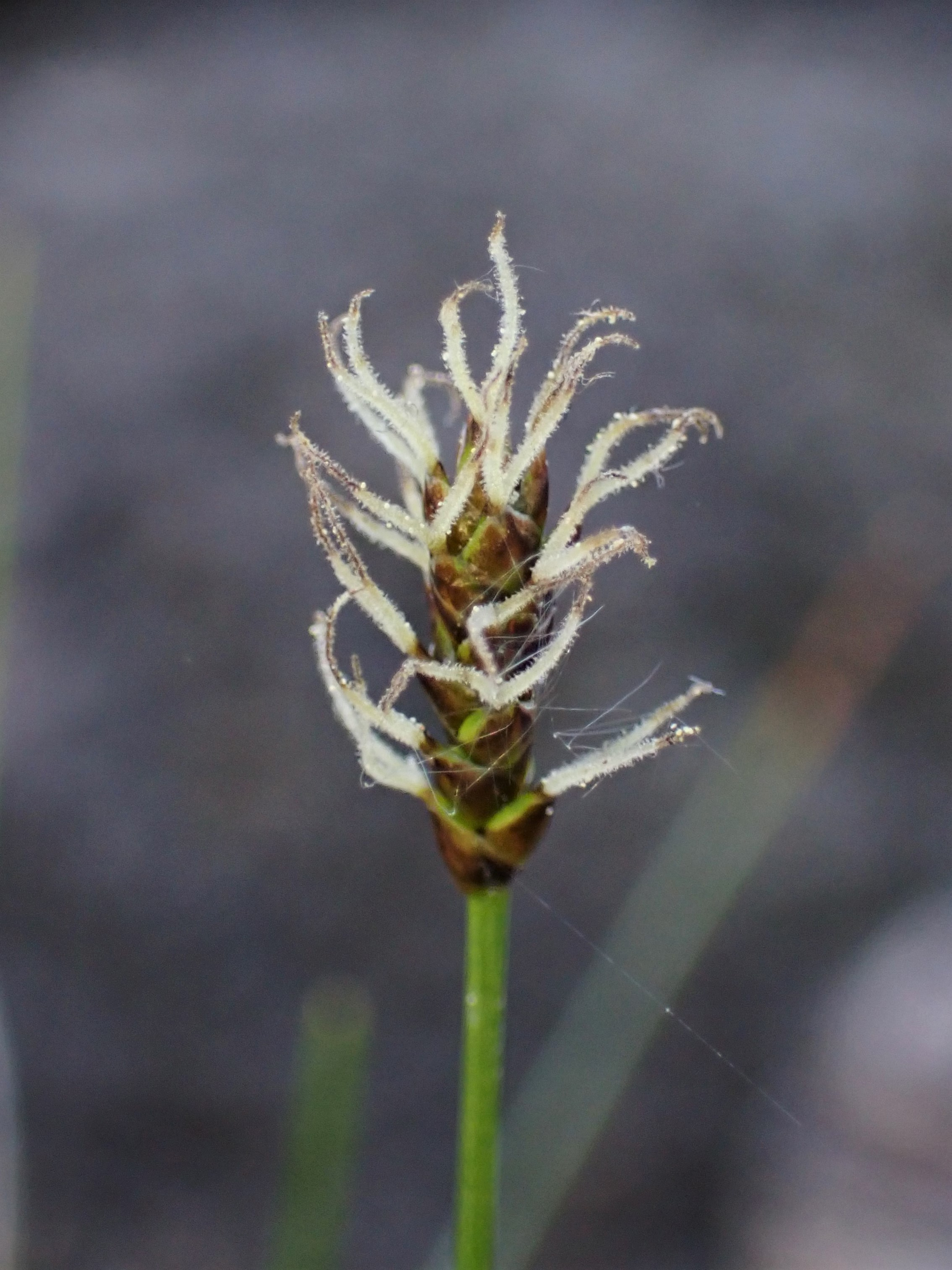
Blütenstand

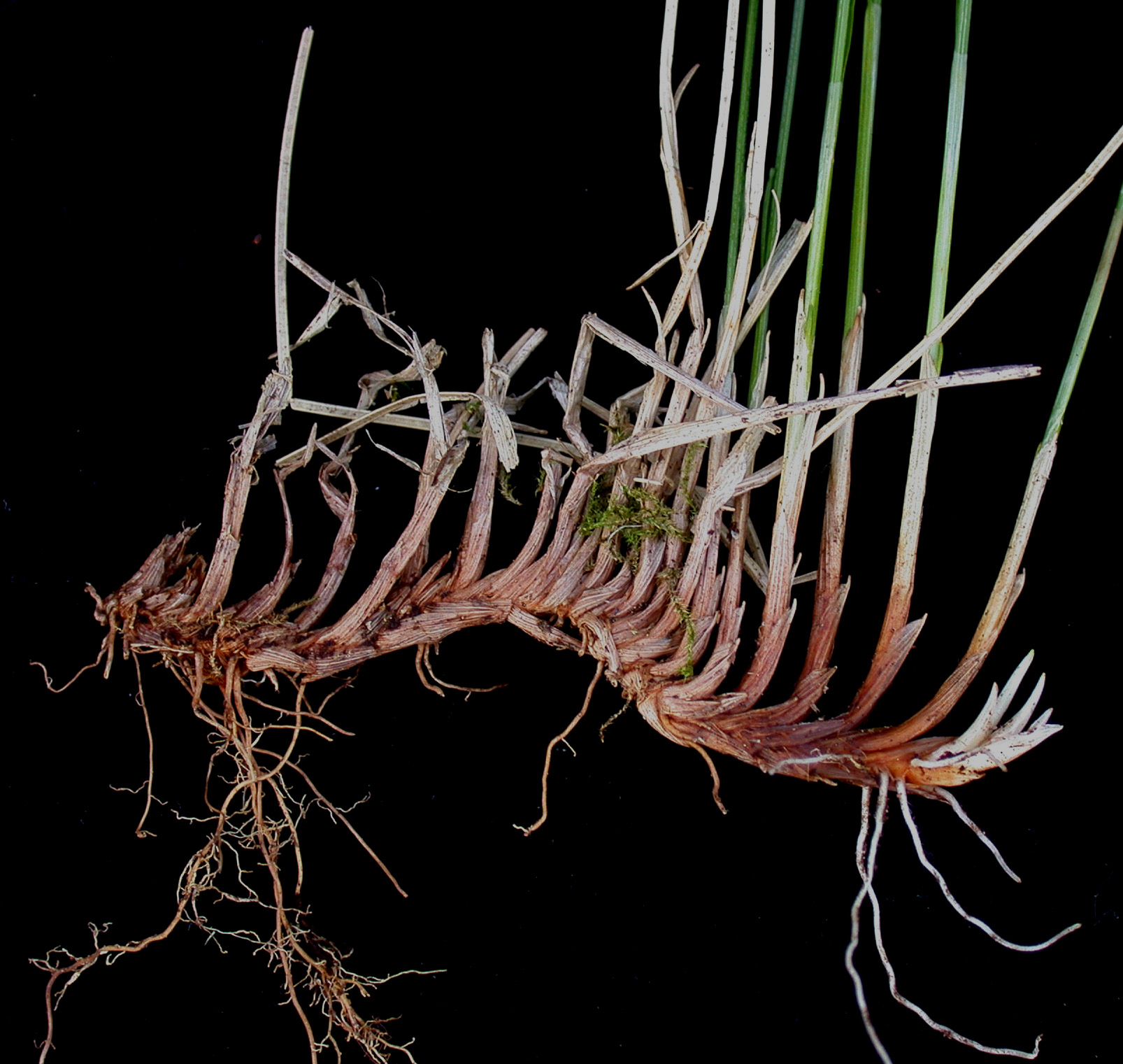
Rhizom

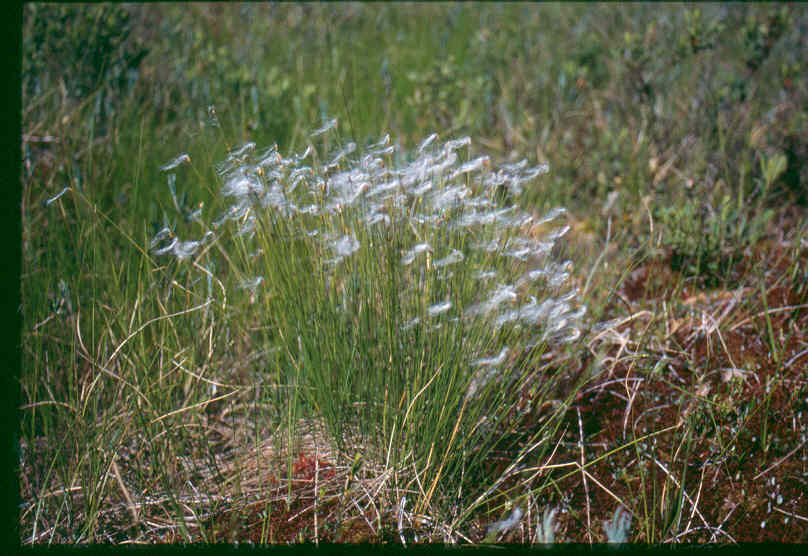
Fruchtender Bestand

Die Alpen-Rasenbinse ist eine wintergrüne, ausdauernde, krautige Pflanze, die Wuchshöhen zwischen 10 und 40 Zentimetern erreicht. Sie bildet über kurze Ausläufer des Rhizoms dichte Rasen. Die starr aufrechten Stängel sind scharf dreikantig, deutlich gestreift, graugrün und oben an den Kanten rau. Die basalen Blattscheiden sind gelbbraun. Die Scheiden der obersten Stängelblätter sind grün und tragen eine kurze an den Rändern raue, 1 bis 3 Zentimeter lange Blattspreite.
Die Blütezeit reicht von April bis Mai. Die Hüllblätter sind kurz und spelzenähnlich. Der Blütenstand besteht aus einem einzigen endständigen Ährchen. Das Ährchen ist bei einer Länge von 5 bis 7 Millimetern elliptisch und enthält acht bis zwölf Blüten. Die gelbbraunen Spelzen sind eiförmig und stumpf. Die vier bis sechs Blütenhüllfäden (Perigonborsten) sind bis zu 25 Millimeter lang. Sie sind weiß und etwas geschlängelt. Die Blüten enthalten je drei Staubblätter und drei Narben.
Die Karyopse, eine Sonderform der Nussfrucht ist dreikantig, 1 bis 1,5 Millimeter lang und braun.
Die Chromosomenzahl beträgt 2n = 58.

## Ökologie
Bei der Alpen-Rasenbinse handelt es sich um einen Geophyten. Als sogenannte Lichtpflanze wächst sie bei vollem Licht und erträgt nur in Grenzen eine Beschattung.
Die Bestäubung erfolgt durch den (Anemophilie), ihre Diasporen werden ebenfalls über den Wind verbreitet (Anemochorie).

## Vorkommen
Die Alpen-Rasenbinse ist auf der Nordhalbkugel in Eurasien und Nordamerika weitverbreitet. Sie gedeiht zirkumpolar in allen Kontinenten einer Klimazone von der gemäßigten Laubwaldzone bis zur Borealen Nadelwaldzone (Taiga). Sie kommt von der collinen bis in die subalpine Höhenstufe in Höhenlagen von 150 bis etwa 1860 Metern vor. In Europa kommt sie in den Ländern Frankreich, Italien, Deutschland, Schweiz, Österreich, Slowenien, Polen, Tschechien, Slowakei, Ungarn, Rumänien, Norwegen, Schweden Finnland, im Baltikum und in Russland vor.
Im mitteleuropäischen Tiefland und in den Mittelgebirgen Mitteleuropas ist sie sehr selten, bzw. sie kommt dort nur vereinzelt, aber meist in kleineren Beständen vor. In den Alpen ist sie selten, und sie wächst dort meist in Höhenlagen von 1000 bis 2000 Metern. Nach Schultze-Motel kommt sie in Graubünden bis 2230 Meter, in Tirol bis 2050 Meter, im Kanton Wallis bis 2200 Meter und im Tessin bis 2300 Meter, soll aber sogar bis 2800 Meter vorkommen.
Ihre Arealgröße wird mit 10 Millionen bis 1,5 Milliarden km² angegeben. Ihr Arealanteil in Deutschland beträgt weniger als 10 %. In Bezug auf ihr Gesamtareal stellt ihr Vorkommen in der Bundesrepublik den äußeren Bereich des kontinuierlich besiedelten Gebietes dar (Arealrand). In den Alpen und im Alpenvorland ist die Alpen-Rasenbinse ein Eiszeitrelikt mit abnehmender Tendenz.
Sie besiedelt in Mitteleuropa in Hochmooren Schlenken und die Ränder offener Wasserflächen, ebenso Regen-, Zwischenmoore sowie Moorwälder. Die Alpen-Rasenbinse gedeiht am besten auf zeitweise überschwemmten, nassen, basenarmen, schwach sauren Moor- sowie Torfböden. Ihr ökologischer Schwerpunkt liegt auf nassen, mehr oder minder überschwemmten, sauren bis stark sauren, basenreichen, jedoch meist kalkarmen und sehr stickstoffarmen Böden.
Die ökologischen Zeigerwerte nach Landolt & al. 2010 sind in der Schweiz: Feuchtezahl F = 4w (sehr feucht aber mäßig wechselnd), Lichtzahl L = 5 (sehr hell), Reaktionszahl R = 2 (sauer), Temperaturzahl T = 3 (montan), Nährstoffzahl N = 1 (sehr nährstoffarm), Kontinentalitätszahl K = 3 (subozeanisch bis subkontinental).
Die Alpen-Rasenbinse wächst bevorzugt in Pflanzengesellschaften der Kleinseggenriede der Sauer- und Basen-Zwischenmoore. Sie ist die Kennart der Klasse der Flach- und Zwischenmoore (Scheuchzerio-Caricetea fuscae) und hat innerhalb dieser ein Schwerpunktvorkommen im Verband der Schlenkengesellschaften (Rhynchosporion albae) sowie im Verband der Braunseggen-Sümpfe (Caricion lasiocarpae) und kommt seltener auch im Verband der Kalkflachmoore und Kalksümpfe (Caricion davallianae) vor. Die Alpen-Rasenbinse kommt fast stets in Gesellschaft von Sphagnum-Arten und oft zusammen mit der Rasenbinse (Trichophorum cespitosum) oder mit der Faden-Segge (Carex lasiocarpa) vor.

## Taxonomie
Die Alpen-Rasenbinse wurde 1753 von Carl von Linné in Species Plantarum Tomus 1, S. 53 als Eriophorum alpinum erstbeschrieben. Die Art wurde 1805 von Christian Hendrik Persoon in Synopsis Plantarum: seu Enchiridium botanicum, Band 1, S. 70 als Trichophorum alpinum (L.) Pers. in die Gattung Trichophorum gestellt. Synonyme von Trichophorum alpinum (L.) Pers. sind Eriophorum hudsonianum Michx., Scirpus alpinus (L.) Dalla Torre & Sarnth. non Gaud. und Scirpus hudsonianus (Michx.) Fernald.

## Schutz und Gefährdung
Die Alpen-Rasenbinse ist welt- und europaweit nicht gefährdet und genießt keinen gesonderten gesetzlichen Schutz. In Deutschland wurde sie 1996 als gefährdet (Gefährdungskategorie 3+) bewertet. Sie weist vielerorts eine abnehmende Tendenz auf. In vier Bundesländern (Hamburg, Niedersachsen, Brandenburg, Sachsen-Anhalt) gilt die Pflanze als ausgestorben. In Schleswig-Holstein und Mecklenburg-Vorpommern ist die Art vom Aussterben bedroht und in Baden-Württemberg stark gefährdet. In Europa ist sie in Ungarn und in Großbritannien ausgestorben.
In der Schweiz ist die Alpen-Rasenbinse nicht gefährdet (Least Concern), jedoch regional (kantonal) geschützt (§REG).